# مصطفی ایزدی (نظامی)
مصطفی ایزدی (زاده ۱۳۳۵ نجف‌آباد) سرلشکر سپاه پاسداران انقلاب اسلامی است، که هم‌اکنون به‌عنوان معاون امور راهبردی و اشراف ستاد کل نیروهای مسلح فعالیت می‌کند، او همچنین فرماندهی قرارگاه سایبری و تهدیدات نوین قرارگاه مرکزی خاتم‌الانبیا را برعهده دارد. وی یکی از ۱۲ نظامی ارشد، با درجه سرلشکری در نیروهای مسلح ایران می‌باشد.
ایزدی دانش‌آموخته کارشناسی مهندسی الکترونیک از دانشگاه صنعتی خواجه نصیرالدین طوسی است و فعالیت نظامی را از سال ۱۳۵۸ در سپاه پاسداران انقلاب اسلامی آغاز کرد و در طول جنگ ایران و عراق از فرماندهان میانی سپاه محسوب می‌شد. وی از ۱۳۶۱ تا ۱۳۶۲ فرمانده سپاه پاسداران استان کردستان، از ۱۳۶۲ تا ۱۳۶۴ فرمانده قرارگاه حمزه سیدالشهدا و از ۱۳۶۴ تا ۱۳۶۶ فرمانده قرارگاه نجف اشرف بود. او از ۱۳۶۶ تا ۱۳۶۸ معاونت عملیات ستاد مشترک سپاه پاسداران را برعهده داشت و در فاصله سالهای ۱۳۶۸ تا ۱۳۷۱ به‌عنوان فرمانده نیروی زمینی سپاه پاسداران فعالیت می‌کرد. ایزدی از ۱۳۷۲ تا ۱۳۸۵ معاون طرح، برنامه و بودجه ستاد کل نیروهای مسلح بود.